# Combat de Wagadou (2011)
Pour les articles homonymes, voir Combat de Wagadou.
Guerre du Sahel
Batailles
- Lemgheity
- Tourine
- Garn-Akassa
- Araouane
- Akla
- Areich Hind
- Wagadou
- Bassikounou

Le combat de Wagadou ou bataille de Wagadou,, a lieu le 24 juin 2011 lors de la guerre du Sahel.

## Déroulement
La forêt de Wagadou se situe au Mali près de Nara et à 70 kilomètres de la frontière mauritanienne, et s'étend sur 80 kilomètres de longueur et 40 de largeur. L'offensive commence à 17 heures 20 lorsque les militaires lancent l'assaut sur la base d'AQMI, dont les combattants sont protégés par des tranchées profondes et des mines antipersonnel,,,,. Les troupes mauritaniennes, issues des groupements spéciaux d'intervention, sont appuyées par un ULM.

## Pertes
Selon le bilan de l'armée mauritanienne, sept soldats sont blessés, dont deux mortellement, 15 jihadistes ont été tués, plusieurs dizaines blessés, et 11 autres ont été capturés par les Maliens.
Ce bilan est contesté par AQMI qui affirme que seulement 15 de ses hommes ont pris part aux combats et qu'au moins 20 soldats mauritaniens ont été tués et 12 de leurs véhicules détruits[réf. à confirmer]. Concernant ses propres pertes, AQMI affirme être sans nouvelle de deux de ses membres.